# 21번 염색체
21번 염색체(二十一番染色體, 영어: chromosome 21)는 사람의 23쌍의 염색체 중 하나이다. 21번 염색체는 사람의 상염색체이자 염색체 중 가장 작은 것으로, 4,670만 개의 염기쌍(DNA의 구성 요소)으로 구성되어 있으며, 세포 내 전체 DNA의 약 1.5%를 차지한다. 대부분의 사람들은 21번 염색체를 2개 가지고 있지만, 21번 염색체를 3개 가지고 있는 사람은 다운 증후군을 앓는다.
인간 게놈 프로젝트에 참여한 연구자들은 2000년 5월에 이 염색체를 구성하는 염기쌍의 서열을 결정했다고 발표했다. 21번 염색체는 22번 염색체에 이어 두 번째로 염기 서열이 완전히 분석된 사람 염색체이다.

## 같이 보기
- 20번 염색체
- 22번 염색체